# Gerundeter halbgeschlossener Vorderzungenvokal
Lautliche und orthographische Realisierung des gerundeten halbgeschlossenen Vorderzungenvokals in verschiedenen Sprachen:
- Deutsch [⁠ø⁠]: Ö, ö
  - Beispiele: Öl [øːl], Höhle [høːlə]
- Koreanisch [⁠ø⁠]: ㅚ
  - Beispiele: ㅇㅚ [⁠øːl⁠], 외국인
- Französisch [⁠ø⁠]: eu, œu (meistens)
  - Beispiele: heureux [⁠œʀø⁠], vœu [⁠vø⁠]